# Santoni (azienda)
Santoni S.p.A. è un'azienda specializzata nel settore delle calzature, fondata nel 1975 da Andrea Santoni. Santoni ha sede a Corridonia in provincia di Macerata, nelle Marche, una zona nota per la produzione di calzature.

## Storia
Andrea Santoni nel 1975, fonda a Corridonia la Santoni S.p.A.
Negli anni '90, sotto la guida di Giuseppe Santoni, attuale Presidente Esecutivo della Santoni S.p.A., l'azienda si è espansa a livello internazionale. Oggi è presente con punti vendita in Europa, America, Europa dell'Est e Medio Oriente.
Nel 2023 Santoni entra a far parte dei soci Altagamma, fondazione che promuove i marchi italiani nel design, nella moda, nella gioielleria e in altri settori.